# Hanggin Hậu
kỳ Hanggin Hậu (tiếng Trung: 杭锦后旗; bính âm: Hángjǐnhòu Qí) là một kỳ của địa cấp thị Bayan Nur (Ba Ngạn Náo Nhĩ), khu tự trị Nội Mông Cổ, Trung Quốc.

### Trấn
| - Thiểm Bá (陕坝镇) - Đầu Đạo Kiều (头道桥镇) - Nhị Đạo Kiều (二道桥镇) - Tam Đạo Kiều (三道桥镇) | - Sa Hải (沙海镇) - Song Miếu (双庙镇) - Man Hội (蛮会镇) - Đoàn Kết (团结镇) |